# 蒂姆·康威

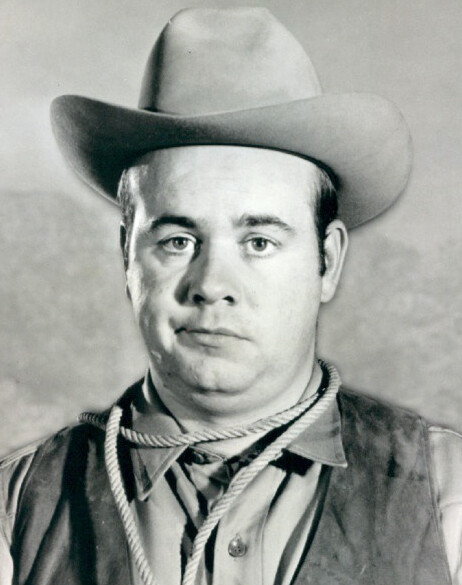
蒂姆·康威

蒂姆·康威（1933年12月15日—2019年5月14日）是一位美国喜剧演员、作家和导演。他曾獲得五项黃金時段艾美獎和一项金球奖。1999年，他在好莱坞星光大道上留下了一颗星。他曾為海綿寶寶配音，並在超級製作人中亮相。